# قندرون قليل الأزهار
قندرون قليل الأزهار (الاسم العلمي:Chondrilla pauciflora) هو نوع من النباتات يتبع جنس القندرون من الفصيلة النجمية.